# Sde Boker

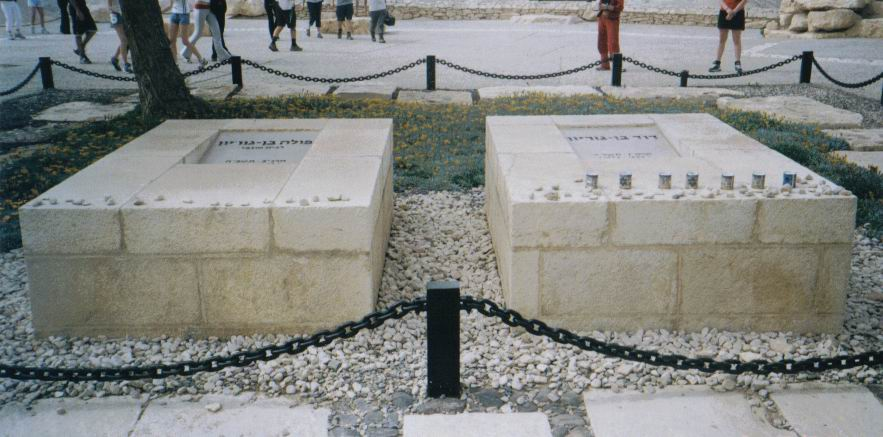
Tombe de Paula et David Ben Gourion près de Midreshet Ben Gourion.

Sde Boker (שְׂדֵה בּוֹקֵר, littéralement « Champ du matin » ou « du vacher ») est un kibboutz dans le désert du Néguev au sud d'Israël à environ 50 km au sud de Beer-Sheva sur la route vers Mitzpe Ramon. Ce kibboutz est surtout connu pour avoir été la résidence du premier ministre David Ben Gourion. Il relève de l'administration du Conseil régional de Ramat HaNegev.

## Histoire
Le kibboutz a été créé le 15 mai 1952 par d'anciens soldats, dont l'assassin des médiateurs de l'ONU Folke Bernadotte et André Sérot Yehoshua Cohen. En 1953, le premier ministre David Ben Gourion a démissionné pour rejoindre le kibboutz. Il est retourné à la vie politique en 1955 mais a continué à vivre dans ce kibboutz jusqu'à sa mort en 1973. Il a été enterré non loin à l'académie Ben-Gourion (Midreshet Ben Gourion) près de sa femme Paula Ben Gourion.
Cette école supérieure du Néguev est dédiée au développement des zones arides. Elle est rattachée à l'Université Ben-Gourion du Néguev à Beer-Sheva.
Ben Gourion a rejoint le kibboutz car il jugeait nécessaire de cultiver l'aride désert du Neguev et d'y bâtir des villes comme Yeruham ou Dimona. Il pensait que le Neguev pourrait devenir un asile pour les nombreux juifs qui effectuerait une aliyah et que Sde-Boker serait un exemple et un site pionnier pour ce qui allait suivre.
Ben Gourion a évoqué ainsi ses efforts pour fertiliser le Neguev aride :
Le désert nous donne la meilleure occasion de prendre un nouveau départ. Il s'agit d'un élément vital de notre renaissance en Israël. Car c'est en maitrisant la nature que l'homme apprend à se contrôler lui-même. C'est en ce sens, plus pratique que mystique, que je définis notre Rédemption sur cette terre. Israël doit continuer à cultiver sa nationalité et à représenter le peuple juif sans renoncer à son passé glorieux. Il doit gagner - ce qui n'est pas une mince tâche - un droit qui ne peut être acquis que dans le désert.
Quand j'ai regardé aujourd'hui par ma fenêtre et que j'ai vu un arbre debout devant moi, cette vision a réveillé en moi un sens de la beauté et une satisfaction personnelle plus grands que toutes les forêts que j'ai traversé en Suisse et en Scandinavie. Car nous avons planté tous les arbres de cet endroit et les avons arrosés avec une eau acquise au prix de nombreux efforts. Pourquoi une mère aime-t-elle autant ses enfants ? Parce qu'ils sont sa création. Pourquoi est-ce que les Juifs se sentent[style à revoir] liés à Israël ? Parce que tout ici doit encore être accompli. Il ne dépend que de lui à participer à cet acte privilégié de la création. Les arbres de Sde Boker me parlent différemment que ne le font les arbres plantés n'importe où ailleurs. Non seulement parce que j'ai participé à leur plantation et à leur entretien, mais aussi parce qu'ils sont un cadeau de l'homme à la nature et un don des juifs au compost de leur culture.

## Économie
Le kibboutz pratique actuellement surtout l'agriculture (viticulture), l'arboriculture et l'élevage de volaille. Il comprend aussi une usine de fabrication de rubans adhésifs.
Il est situé non loin des vestiges de la ville nabatéenne d'Avdat et des oasis d'En Avdat et d'En Aqev.

## Sommet du Néguev
Sde Boker accueille en 2022 le Sommet du Néguev, une réunion diplomatique de six ministres des Affaires étrangères. En 2022, les ministres présents sont ceux de l'Égypte, des Émirats arabes unis, du Maroc, de Bahreïn, d'Israël et des États-Unis,.

## Personnalité liée au kibboutz
- Ben Gourion, premier ministre d'Israël de 1948 à 1954 puis de 1955 à 1963.